# Tanzania
Cộng hòa Thống nhất Tanzania (phiên âm Tiếng Việt: Tan-za-ni-a; tiếng Swahili: Jamhuri ya Muungano wa Tanzania) là một đất nước ở bờ biển phía đông châu Phi. Phía bắc giáp Kenya, hồ Victoria và Uganda, phía tây giáp Rwanda, Burundi và đối diện Cộng hòa Dân chủ Congo qua hồ Tanganyika, phía nam giáp Zambia, Malawi, hồ Nyasa và Mozambique. Bờ biển phía đông là Ấn Độ dương.
Nhiều hóa thạch hominid quan trọng đã được tìm thấy ở Tanzania, chẳng hạn như hóa thạch loài hominid Pliocene 6 triệu năm tuổi. Chi Australopithecus xuất hiện trên khắp châu Phi từ 4 đến 2 triệu năm trước; và phần còn lại lâu đời nhất của chi Homo được tìm thấy gần hồ Olduvai. Theo sau sự trỗi dậy của Homo erectus 1,8 ; triệu năm trước, loài người lan rộng khắp Cựu Thế giới, và sau đó là ở Tân Thế giới và Úc dưới giống loài Homo sapiens. Homo sapiens cũng vượt qua châu Phi và hấp thụ các loài cổ xưa và phân loài của loài người. Một trong những nhóm dân tộc lâu đời nhất được biết đến vẫn còn tồn tại, Hadzabe, có nguồn gốc từ Tanzania, và lịch sử truyền miệng của họ kể lại tổ tiên cao lớn và là người đầu tiên sử dụng lửa, y học và sống trong hang động, giống như Homo erectus hoặc Homo heidelbergensis, những người sống ở cùng khu vực trước họ.
Sau đó vào thời kỳ đồ đá và đồ đồng, những cuộc di cư của người tiền sử vào Tanzania bao gồm những người nói Nam Cushitic di cư xuống phía nam từ Ethiopia ngày nay; Những người Đông Cushitic đã di chuyển đến Tanzania từ phía bắc Hồ Turkana khoảng 2.000 và 4.000 năm trước; và Nam Nilotes, bao gồm cả Datoog, người có nguồn gốc từ vùng biên giới Nam Sudan-Ethiopia ngày nay từ 2.900 đến 2.400 năm trước.:page 18 Những sự dịch chuyển này diễn ra vào khoảng cùng thời gian với sự định cư của Mashariki Bantu từ Tây Phi trong các khu vực Hồ Victoria và Hồ Tanganyika. Sau đó, họ di cư qua phần còn lại của Tanzania từ 2.300 đến 1.700 năm trước.
Sự cai trị của Đức bắt đầu ở lục địa Tanzania vào cuối thế kỷ 19 khi Đức hình thành Đông Phi thuộc Đức. Điều này được tuân theo bởi sự cai trị của Anh sau thế chiến thứ nhất. Đại lục được quản lý là Tanganyika, với Quần đảo Zanzibar vẫn là một khu vực pháp lý thuộc địa riêng biệt. Sau khi độc lập vào năm 1961 và 1963, hai thực thể hợp nhất vào năm 1964 để tạo thành Cộng hòa Thống nhất Tanzania. Các quốc gia đã gia nhập Khối thịnh vượng chung của Anh vào năm 1961 và Tanzania vẫn là một thành viên của Khối thịnh vượng chung với tư cách là một nước cộng hòa.
Liên Hợp Quốc ước tính dân số Tanzania khoảng 56.31 triệu người, hơi ít hơn Nam Phi, Tanzania có dân số đông thứ nhì trong các quốc gia châu Phi nằm ở phía Nam đường Xích đạo. Quốc gia này có khoảng 120 dân tộc, nhóm ngôn ngữ và tôn giáo. Nhà nước có chủ quyền Tanzania là một nước cộng hòa lập hiến tổng thống và kể từ năm 1996, thành phố thủ đô chính thức của nó là Dodoma nơi đặt văn phòng tổng thống, văn phòng quốc hội, và một số bộ của chính phủ nằm. Dar es Salaam, cố đô, vẫn là nơi đóng phần lớn các trụ sở chính phủ và là thành phố lớn nhất, cảng chính nhất, trung tâm thương mại hàng đầu quốc gia này. Tanzania là  trên thực tế là nhà nước độc đảng với đảng xã hội chủ nghĩa dân chủ Chama Cha Mapinduzi nắm quyền.
Tanzania có địa hình núi non và có rừng rậm ở phía đông bắc, nơi núi Kilimanjaro tọa lạc. Ba trong số hồ lớn ở Châu Phi một phần nằm trong Tanzania. Ở phía bắc và phía tây là Hồ Victoria, hồ lớn nhất Châu Phi, và Hồ Tanganyika, hồ sâu nhất lục địa, được biết đến với các loài cá độc đáo. Về phía nam là Hồ Malawi. Bờ phía đông nóng và ẩm ướt, với Quần đảo Zanzibar ngay ngoài khơi. Khu bảo tồn Vịnh Menai là khu bảo tồn biển lớn nhất của Zanzibar. Thác Kalambo, nằm trên Sông Kalambo ở biên giới Zambia, là thác cao thứ hai không bị gián đoạn ở Châu Phi.
Công giáo là tôn giáo lớn nhất ở quốc gia này, nhưng cũng có một số thiểu số Hồi giáo và Chủ nghĩa động vật đáng kể. Hơn 100 các ngôn ngữ được nói ở Tanzania khác nhau, khiến nó trở thành quốc gia đa dạng về ngôn ngữ nhất ở Đông Phi. Quốc gia này không có ngôn ngữ chính thức de jure, mặc dù ngôn ngữ quốc gia là Swahili. 
Tiếng Swahili được sử dụng trong cuộc tranh luận quốc hội, tại các tòa án cấp dưới, và như một phương tiện giảng dạy ở trường tiểu học. Tiếng Anh được sử dụng trong ngoại thương, ngoại giao, tại các tòa án cấp cao hơn và như một phương tiện giảng dạy trong giáo dục trung học và cao hơn, mặc dù chính phủ Tanzania đang có kế hoạch ngừng sử dụng tiếng Anh là ngôn ngữ giảng dạy chính nhưng nó sẽ có sẵn như một khóa học tùy chọn. 
Khoảng 10% người Tanzania nói tiếng Swahili như một ngôn ngữ đầu tiên và lên đến 90% nói nó như một ngôn ngữ thứ hai.

## Lịch sử
Vào khoảng thế kỷ I, người Bantu đã đến định cư ở vùng này. Từ thế kỷ X, các thương gia Ấn Độ, Indonesia, Ba Tư và Ả Rập mang tơ lụa và vải bông châu Á đến vùng bờ biển và các đảo lân cận để đổi lấy vàng, ngà voi và nô lệ. Sau khi Vasco da Gama phát hiện ra xứ sở này năm 1498, người Bồ Đào Nha bắt đầu đến vùng bờ biển Tanzania và muốn giành quyền kiểm soát việc buôn bán đang thịnh đạt nơi đây. Suốt thế kỷ XVI người Ả Rập nhiều lần nổi dậy chống lại, buộc người Bồ Đào Nha phải rút khỏi Tanzania. Người Ả Rập giành quyền thống trị từ năm 1652. Đầu thế kỷ XIX, vương quốc Hồi giáo Uman được thành lập tại đảo Zanzibar và các vùng lãnh thổ ven biển. Vào thời đó, người Ả Rập kiểm soát các đường mậu dịch vùng nội địa, dân cư ở đây trao đổi ngà voi và nô lệ để lấy vũ khí. Từ năm 1890, Anh đặt quyền bảo hộ tại đảo Zanzibar và các vùng ven biển trong khi Đức kiểm soát vùng cao nguyên và lập thuộc địa Đông Phi thuộc Đức. Năm 1920, vùng lãnh thổ này đặt dưới sự ủy trị của Anh với tên gọi Tanganyika.
Sau chiến tranh thế giới thứ hai, phong trào dân tộc phát triển dưới sự dẫn dắt của Julius Nyerere, nhà lãnh đạo Liên minh Dân tộc châu Phi Tanganyika. Năm 1961, trong khi vương quốc Hồi giáo Zanzibar vẫn còn thuộc quyền bảo hộ của Anh, Tanganyika tuyên bố độc lập. Năm 1964, Tanganyika hợp nhất với Zanzibar, hình thành nên Cộng hòa Thống nhất Tanganyika và Zanzibar, sau này đổi tên thành Cộng hòa Thống nhất Tanzania. Tanzania trở thành một thành viên của Khối Thịnh vượng chung Anh từ sau khi giành được độc lập năm 1961. Julius Nyerere trở thành nguyên thủ quốc gia. Năm 1965, Nyerere tiến hành quốc hữu hóa và thành lập các hợp tác xã nông nghiệp. Năm 1966, thủ đô của Tanzania được chính thức chuyển từ Dar es Salaam tới Dodoma, mặc dù nhiều cơ quan chính phủ vẫn còn đặt ở thủ đô cũ. Năm 1985, Ali Hassan Mwinyi được bầu làm Tổng thống. Mwinyi theo đuổi chính sách tự do hóa nền kinh tế.
Năm 1995, Benjamin Mikapa trở thành nhà lãnh đạo mới sau cuộc tuyển cử Tổng thống tự do lần đầu tiên. Mikapa tìm cách gia tăng hiệu quả kinh tế, giải quyết vấn đề ô nhiễm môi trường và nạn phá rừng. Với hơn 1.000.000 người bị nhiễm HIV, việc quan tâm và phòng ngừa bệnh AIDS trở thành mục tiêu chính trong việc chăm sóc sức khỏe cộng đồng. Trong chính sách đối ngoại, Tanzania đóng vai trò ngoại giao hàng đầu trong vùng Đông Phi, đứng ra tổ chức các cuộc đàm phán hòa bình cho các phe tham chiến của nước Burundi láng giềng. Năm 2000, Mikapa tái đắc cử Tổng thống.
Tháng 12 năm 2005, Tanzania vừa bầu cử Tổng thống. Ông Jakaya M. Kikwete trúng cử Tổng thống với hơn 80% phiếu bầu, đồng thời là Chủ tịch Đảng Cách mạng Tanzania (CCM-Đảng cầm quyền).
Nội bộ Tanzania ổn định, nhưng vẫn tồn tại mâu thuẫn về quyền lực giữa các bộ tộc, phe phái cũng như giữa Tanganyika và Zanzibar. Zanzibar (dân số nửa triệu) có chính phủ, Tổng thống riêng. Tanganiyka cũng đang đòi có những cơ cấu tương tự.
Tanzania thực hiện chính sách không liên kết, sẵn sàng hợp tác với tất cả các nước, chống đế quốc, thực dân, chủ nghĩa phân biệt chủng tộc, ủng hộ các phong trào giải phóng dân tộc.
Tanzania là thành viên của Tổ chức Thống nhất châu Phi (OUA), của Liên Hợp Quốc và Phong trào không liên kết. Tanzania có vai trò quan trọng trong việc duy trì đoàn kết châu Phi và tích cực góp phần thúc đẩy hợp tác Nam-Nam.
Tanzania có quan hệ tốt và nhận nhiều viện trợ của các nước phương Tây, nhất là Mỹ và Trung Quốc. Tanzania là thành viên của Cộng đồng Đông Phi (East African Community-EAC) và Cộng đồng Phát triển miền nam châu Phi (Southern Africa Development Community-SADC). Năm 2002, các nước EAC đã cố gắng để đi đến ký kết Nghị định thư về thành lập Liên minh thuế quan EAC vào tháng 11 năm 2003, tiếp tục các thủ tục để mở thị trường chứng khoán ở Dar es Salaam, Nairobi và Kampala. Các nước EAC cũng đang cố gắng hoàn tất dự thảo Chiến lược phát triển ngành nông nghiệp EAC với mục tiêu tăng cường hợp tác trong lĩnh vực nông nghiệp và an ninh lương thực và phân tích các cơ hội và thách thức trong việc phát triển vùng hồ Victoria thành một khu vực tăng trưởng kinh tế đặc biệt.

## Chính trị
Tanzania theo thể chế cộng hòa tổng thống.
Theo Hiến pháp 1965, quyền lực chính quyền được tập trung vào tay Tổng thống - được bầu trực tiếp cho nhiệm kỳ 5 năm. Tổng thống sẽ chỉ định 2 phó Tổng thống (một người là Tổng thống của Zanzibar (đảo bán tự trị) và người kia là Thủ tướng của Chính phủ hợp nhất. Quyền lập pháp được tập trung vào Quốc hội - có nhiệm kỳ năm năm và gồm có 295 ghế trong đó 232 ghế đại biểu được bầu trực tiếp cùng một số đại biểu được bầu gián tiếp.
Tuy nhiên, do tình hình thay đổi và dưới sức ép của các lực lượng chính trị, tháng 2 năm 1992, CCM (Đảng Cách mạng Tanzania) đã nhất trí tán thành hệ thống chính trị đa đảng và ngày 17 tháng 6 năm 1992 đã thông qua đạo luật cho phép các chính đảng đối lập hoạt động.
Nội bộ Tanzania ổn định, nhưng vẫn tồn tại mâu thuẫn về quyền lực giữa các bộ tộc, phe phái cũng như giữa Tanganyika và Zanzibar. Zanzibar là bán đảo tự trị (dân số nửa triệu) có chính phủ, Tổng thống riêng. Tanganiyka cũng đang đòi có những cơ cấu tương tự.
Tháng 12 năm 2005, Tanzania vừa bầu cử Tổng thống. Ông Jakaya M. Kikwete trúng cử Tổng thống với hơn 80% phiếu bầu, đồng thời là Chủ tịch Đảng Cách mạng Tanzania (CCM-Đảng Cầm quyền).
Quốc hội Tanzania gồm 274 thành viên, trong đó 232 thành viên được bầu trực tiếp theo phổ thông đầu phiếu, 37 thành viên được phân cho phụ nữ do Tổng thống đề cử, 5 thành viên là thành viên của Hạ nghị viện Zanzibar, các nghị sĩ Quốc hội có nhiệm kì 5 năm. Đảo Zanzibar có cơ quan lập pháp riêng: Hạ nghị viện Zanzibar gồm 50 thành viên, được bầu trực tiếp theo phổ thông đầu phiếu, nhiệm kì 5 năm.
Cơ quan tư pháp là Tòa Thượng thẩm; Tòa án cấp cao, các thẩm phán do Tổng thống bổ nhiệm.
Các đảng phái chính gồm có: Đảng Cách mạng Tazania (CCM); Mặt trận Thống nhất nhân dân (CUF); Hiệp hội quốc gia xây dựng và cải cách (NCCR); Liên minh Dân chủ đa đảng phái (UMD); Đảng Dân chủ thống nhất (UDP), v.v..

## Địa lý

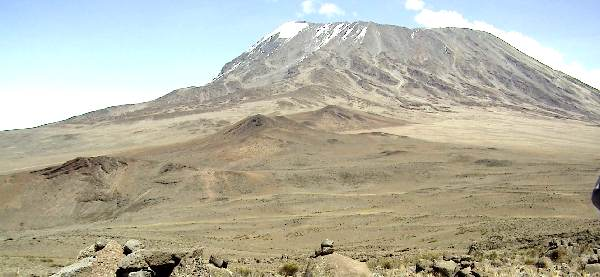
Đỉnh Kilimanjaro.

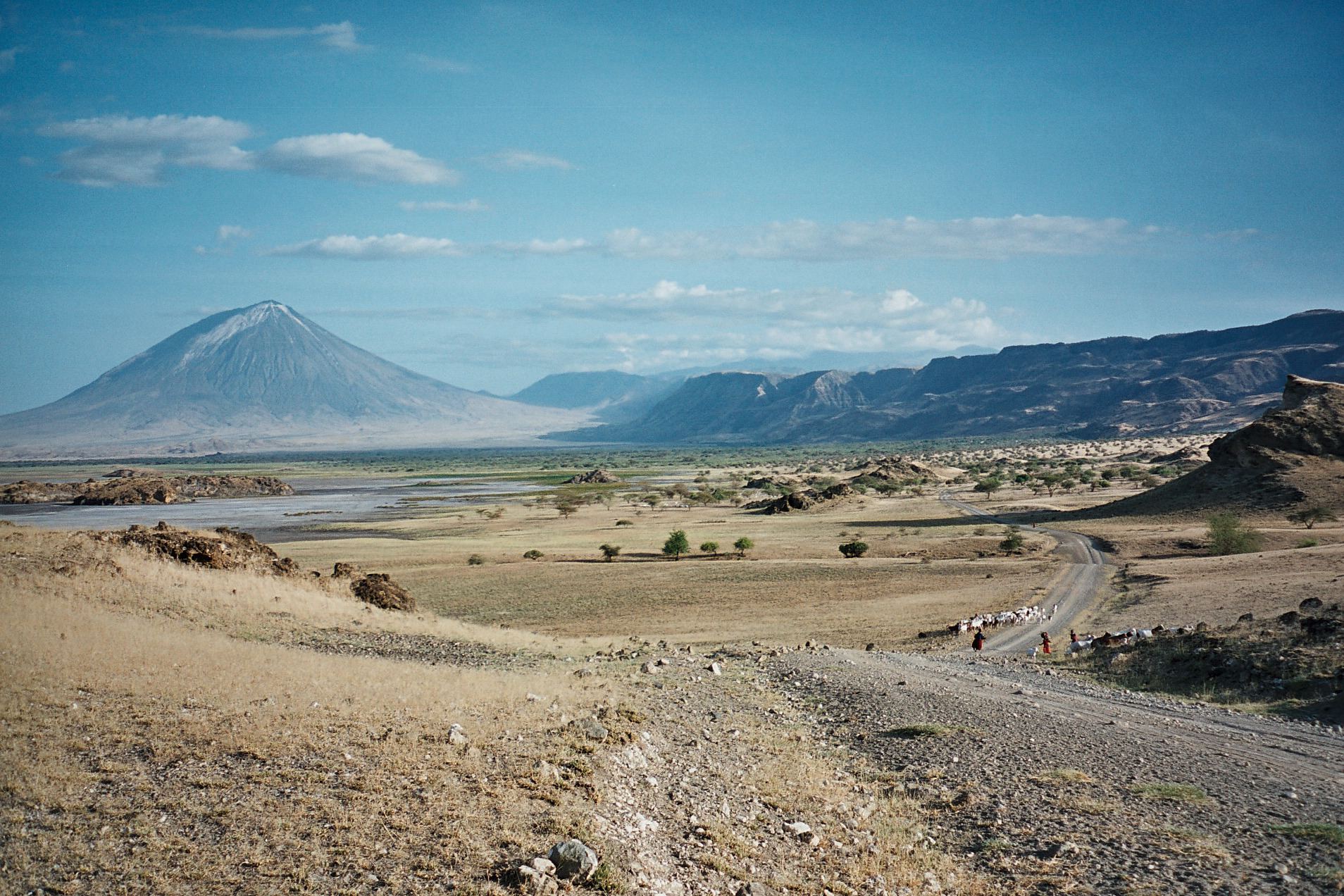
Thung lũng Great Rift Valley, miền bắc Tanzania.

Tanzania nằm ở Đông Phi, gồm một phần lục địa (Tanganyika cũ) và các đảo Zanzibar và Pemba. Bắc giáp Uganda (hồ Victoria làm thành một phần biên giới) và Kenya, Nam giáp Mozambique và Malawi, Đông giáp Ấn Độ Dương, Tây giáp Rwanda, Burundi và Cộng hòa Dân chủ Congo (một phần hồ Tanganyika tạo thành biên giới chung giữa hai nước).
Cao nguyên miền Trung ít màu mỡ có độ cao trung bình 1.200 m, các con sông bắt nguồn từ vùng cao nguyên này đổ vào các hồ Malawi, hồ Tanganyika thuộc vùng lũng hẹp dài Great Rift Valley ở phía Tây và hồ Victoria ở phía Bắc hoặc chảy băng qua vùng đồng bằng ven biển phía Đông. Các ngọn núi lửa Uhuru (tên cũ: Kilimanjaro) cao 5.895 m, Meru và Ngorongoro tập trung ở vùng phía Bắc. Bờ biển ít bằng phẳng và có nhiều đá ngầm. Các vùng rừng thưa và thảo nguyên ở đây có một hệ động vật hoang dã rất phong phú
Tanzania có phần đông-bắc là vùng núi, nơi có đỉnh Kilimanjaro, điểm cao nhất châu Phi. Phía nam và đông là hồ Victoria (hồ rộng nhất châu Phi) và hồ Tanganyika. Miền trung Tanzania gồm cao nguyên rộng lớn, với đồng bằng và vùng đất trồng trọt. Bờ biển phía đông nóng và ẩm ướt. Tanzania có nhiều công viên sinh thái rộng và rất đẹp, trong đó nổi tiếng có công viên quốc gia Serengeti ở phía nam.

### Khí hậu
Tanzania có khí hậu nhiệt đới. Ở các vùng cao, nhiệt độ phân bố giữa 10 và 20 °C (50 và 68 °F) tương ứng theo mùa đông và hè. Phần còn lại của đất nước, nhiệt độ hiếm khi nào dưới 20 °C (68 °F). Khoảng thời gian nóng nhất rơi vào tháng 11 đến tháng 2 (25–31 °C (77,0–87,8 °F) trong khi khoảng thời gian lạnh nhất rơi vào giữa tháng 5 và tháng 8 (15–20 °C (59–68 °F)). Nhiệt độ trung bình hàng năm là 20 °C (68,0 °F). Khi hậu lạnh hơn ở các vùng núi cao.
Tanzania có hai vùng mưa chính. Một vùng có một mùa mưa (tháng 12–tháng 4) và vùng còn lại có hai mùa mưa (tháng 10-tháng 12 và tháng 3–tháng 5). Vùng trước phân bố ở miền nam, tây nam, trung và những phần phía tây của đất nước, vùng còn lại ở phía bắc và vùng biển phía bắc. Ở kiểu hai mùa mưa, tháng 3-tháng 5 được gọi là mùa mưa dài hay Masika, trong khi khoảng thời gian tháng 10-tháng 12 được gọi là mùa mưa ngắn hay Vuli. Đất nước nằm gần xích đạo nên khí hậu nóng và ẩm. Những cơn gió gây mưa đến sớm nhất ở vùng ven biển phía đông.

## Hành chính

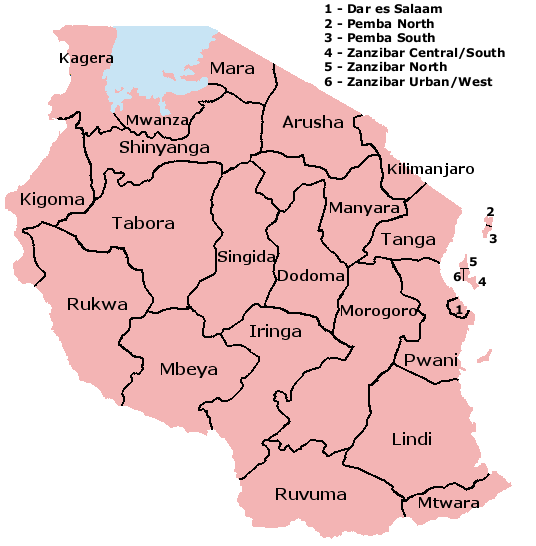
Bản đồ 26 khu vực của Tanzania.

Tanzania được chia thành 26 khu vực, 21 ở đất liền và 5 ở đảo Zanzibar và Pemba  và 99 huyện.
Có 114 hội đồng điều hành trong 99 huyện, 22 là đô thị và 92 là nông thôn. 22 đơn vị đô thị được phân loại là hội đồng thành phố (Dar es Salaam, Mwanza), Hội đồng thành phố trực thuộc Trung ương (Arusha, Dodoma, Iringa, Kilimanjaro, Mbeya, Morogoro, Shinyanga, Tabora, và Tanga) hoặc Hội đồng thành phố (mười một cộng đồng còn lại).
Hai mươi sáu khu vực hành chính của Tanzania:
Arusha ·  Dar es Salaam ·  Dodoma ·  Iringa ·  Kagera ·  Kigoma ·  Kilimanjaro ·  Lindi ·  Manyara ·  Mara ·  Mbeya ·  Morogoro ·  Mtwara ·  Mwanza ·  Pemba North ·  Pemba South ·  Pwani ·  Rukwa ·  Ruvuma ·  Shinyanga ·  Singida ·  Tabora ·  Tanga ·  Zanzibar North ·  Zanzibar South

## Kinh tế

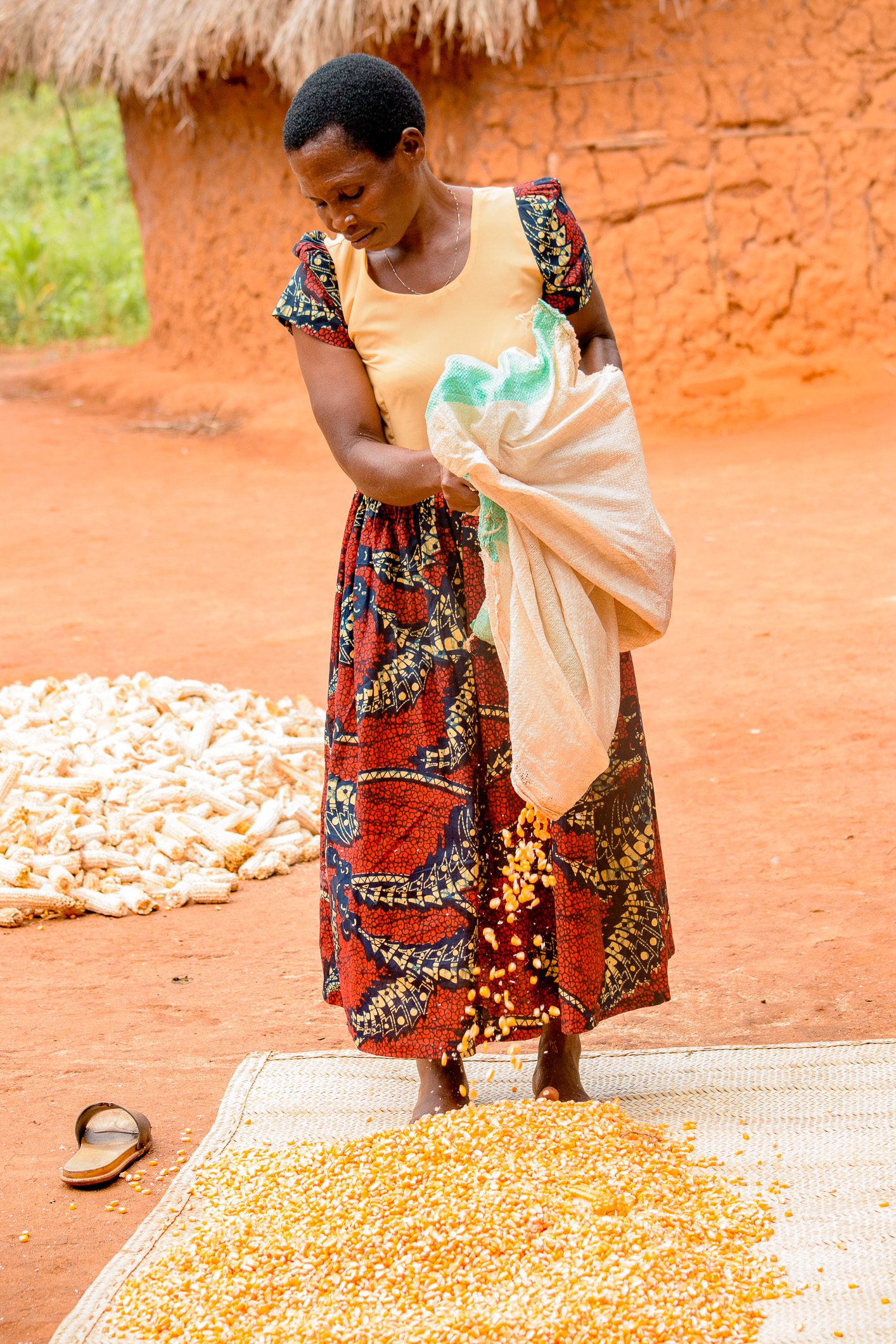
Thu hoạch ngô ở Tanzania

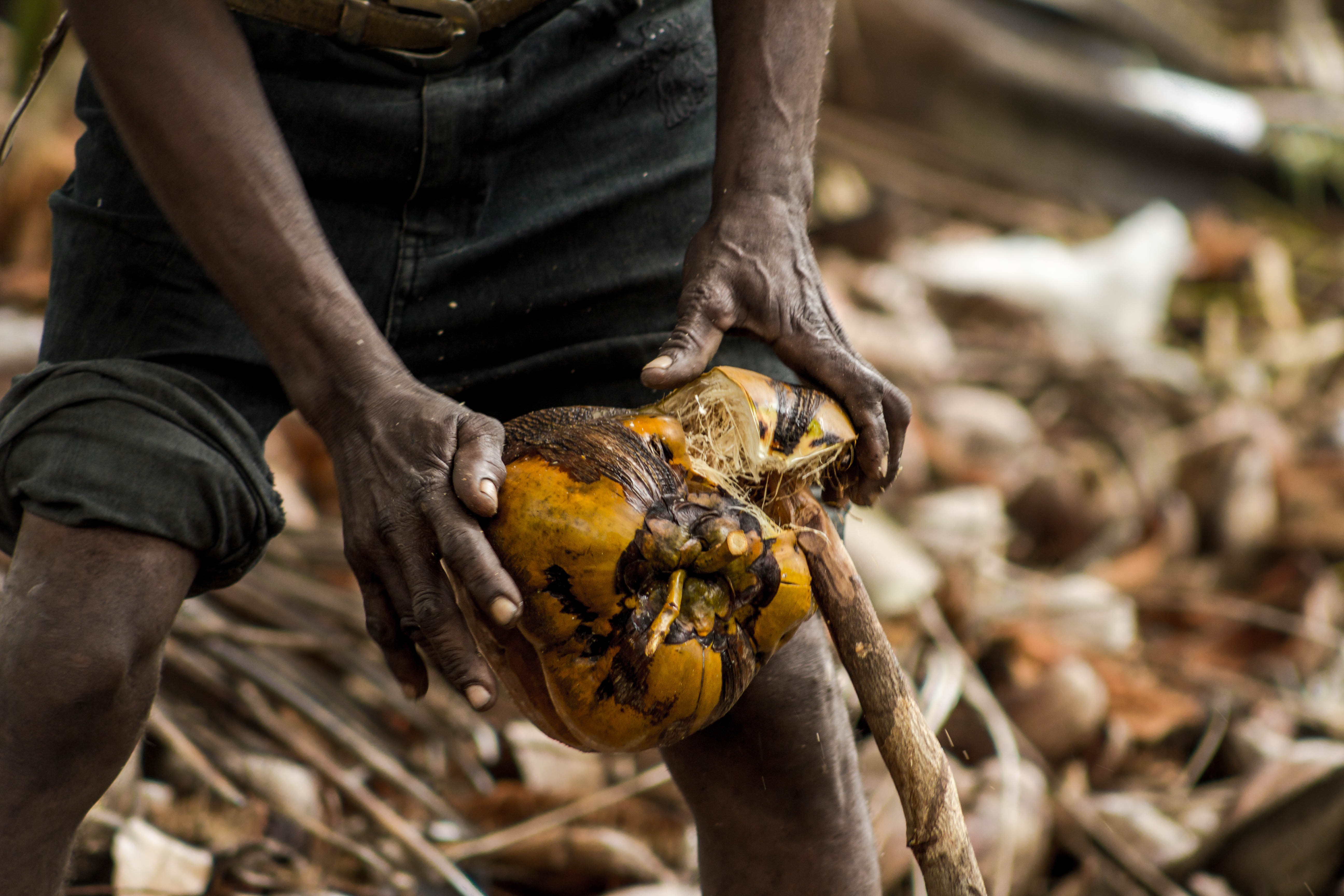
Thu hoạch thủ công dừa ở Ufuaji

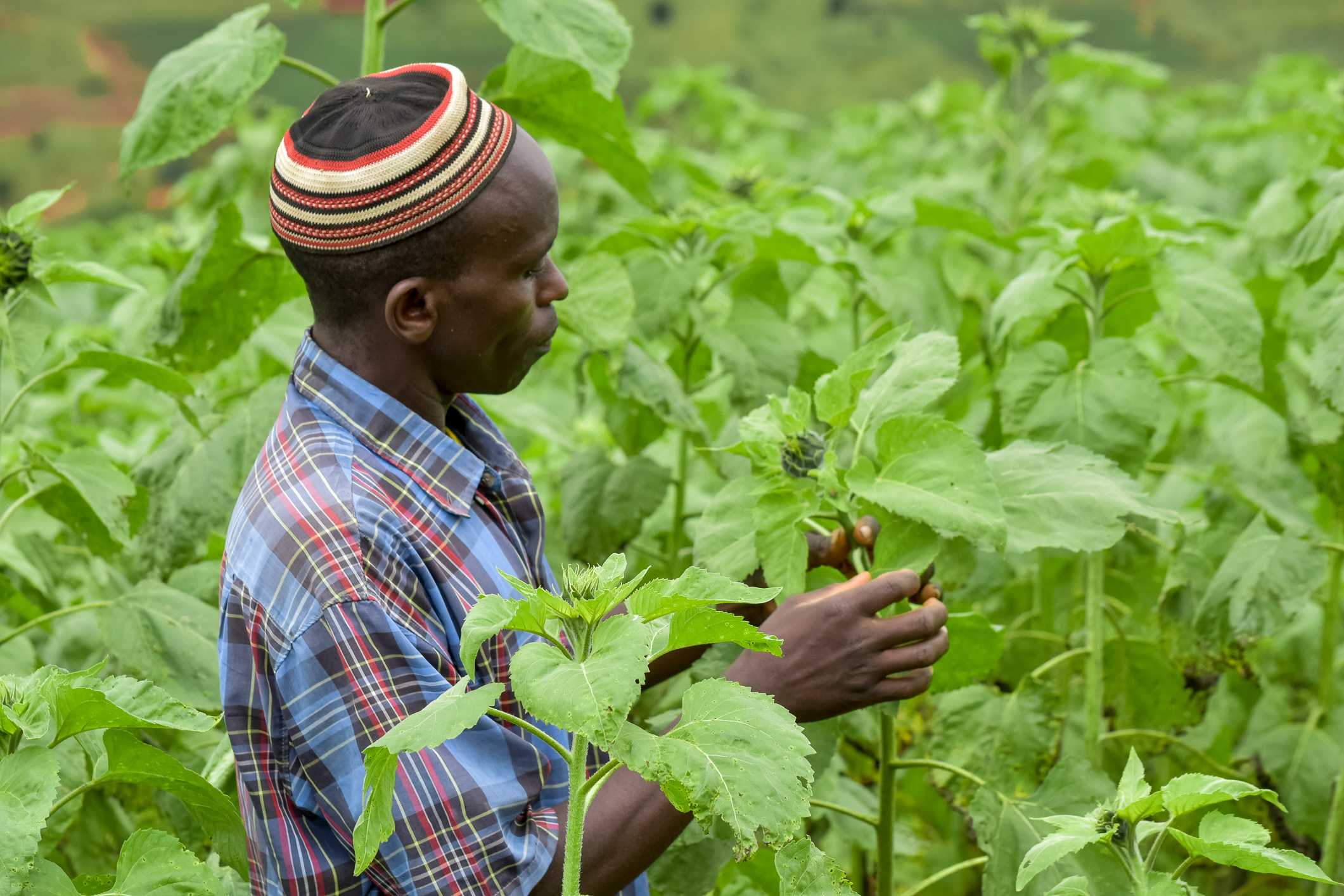
Trồng cây ở Tanzania

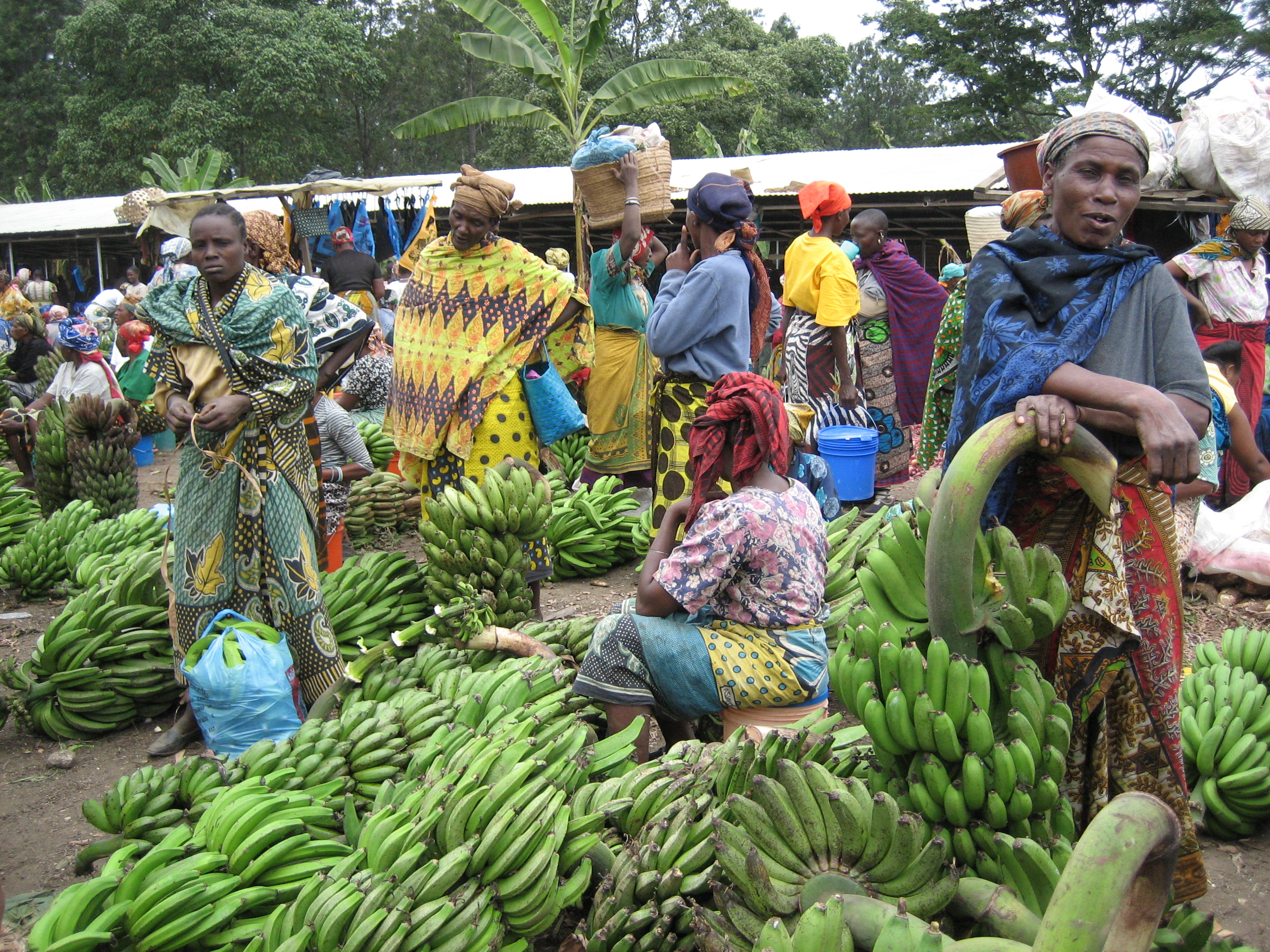
Một ngôi chợ ở Arusha.

Kinh tế Tanzania phụ thuộc vào nông nghiệp (chiếm một nửa GDP) chiếm 90% nhân lực. Nông nghiệp là nguồn cung cấp chủ yếu cho thu nhập quốc dân và chiếm 85% lượng hàng xuất khẩu, nhưng kỹ thuật canh tác lạc hậu, sản lượng thấp nên hàng năm phải nhập khẩu lương thực. Cơ giới hóa chỉ tập trung ở các nông trường, đồn điền, trang trại của tư bản ngoại quốc. Các công ty của Tanzania nhập gạo của Việt Nam đều đánh giá gạo của Việt Nam có chất lượng tốt, giá cả phải chăng.
Với khí hậu tốt và đa dạng, đất đai màu mỡ, mặc dù ngành du lịch và ngành mỏ trong những năm gần đây ngày càng trở nên quan trọng nhưng ngành nông nghiệp vẫn duy trì chỗ đứng trong nền kinh tế. Nó đóng góp đáng kể đối với tăng trưởng toàn diện, xuất khẩu, việc làm, và các ngành khác. Tỷ lệ tăng trưởng ngành nông nghiệp năm 2001 và 2002 đạt 5% và ước tính đạt 5,5%. Sự tăng trưởng thấp của ngành nông nghiệp phần lớn do điều kiện khí hậu không thuận lợi tại một số khu vực của đất nước. Nông nghiệp chiếm 54% GDP, 70% ngoại hối và sử dụng 80% lực lượng lao động của quốc gia. Vì vậy, Chính phủ đề ra mục tiêu tỷ lệ tăng trưởng nông nghiệp duy trì ít nhất 10% do sự tác động của nó đến xóa đói giảm nghèo.
Do tư nhân hoá một số ngành, Chính phủ hiện nay đã rút khỏi ngành sản xuất, marketing và chế biến các sản phẩm nông nghiệp. Chính phủ cũng đã bỏ dần bao cấp và giảm đầu tư công cộng tới ngành này. Các khu vực tư nhân cần đầu tư vào khu vực nông nghiệp. Chính phủ cũng đã mở rộng và cải thiện cơ sở hạ tầng xã hội và kinh tế, tạo ra thể chế thích hợp và đưa ra khung luật hợp lý để khuyến khích khu vực tư nhân đầu tư vốn, công nghệ và trình độ quản lý vào ngành nông nghiệp. Tuy nhiên, khu vực tư nhân (bảo gồm các doanh nghiệp nông nghiệp và các trang trại quy mô vừa và nhỏ) chưa cụ thể hoá những việc làm trên nên tạo thành khoảng trống trong ngành nông nghiệp khi Chính phủ rút khỏi. Hoạt động cho vay đối với khu vực này còn rất nhỏ do khung pháp luật chưa cho phép các hộ nông dân sử dụng đất để thế chấp. Chỉ 5% hộ nông dân Tanzania có thể tiếp cận được khoản tín dụng từ các nguồn vay từ quan hệ bên ngoài.
Thu hoạch ruộng đất tập trung vào các những cây hoa màu như vải côttton, cà phê, chè, đường, sợi sidan, cacao, hạt điều, hạt giống dầu cải, thuốc lá, rau mùi, hoa cúc, gạo, ngô, sắn, chuối và lúa mì. Sản phẩm xuất khẩu truyền thống như cà phê, côtton, sợi sidan, hạt điều, hạt giống dầu cải, chè và thuốc lá. Chính phủ Tanzania gần đây đã nhấn mạnh việc thay thế và đa dạng hoá các sản phẩm xuất khẩu, chuyển từ những sản phẩm truyền thống sang phi truyền thống như nghề làm vườn, gia vị, các sản phẩm cá và các mặt hàng đã qua sản xuất.
Ngành lâm nghiệp phục vụ thương nghiệp cũng đang phát triển đặc biệt là các sản phẩm làm từ gỗ. Chính phủ Tanzania phối hợp với Ngân hàng Thế giới và Nhật xem xét việc phát triển các trang trại với quy mô lớn thông qua chương trình được gọi là "Dự án Phát triển nông nghiệp và tái thiết lại sự màu mỡ cho đất" (SOFRAIP). Mục đích của chương trình này là để xây dựng môi trường thuận lợi để đầu tư và tạo điều kiện sẵn có các sản phẩm đầu vào. Hà Lan thông qua các chương trình PSOM tài trợ cho các dự án nông nghiệp (trồng trọt, nuôi cá, chế biến lâm nghiệp và các loại tương tự.). Hiện nay, Chính phủ Tanzania đang thực hiện Chiến lược Phát triển khu vực kinh tế tư nhân quốc gia thực hiện tới năm 2003, chiến lược này tạo ra khuôn khổ đầu tư tư nhân trong lĩnh vực nông nghiệp.
Nông sản xuất khẩu chủ yếu của Tanzania là sisal (là một loại cây nhiệt đới, lá cây dùng để bện dây thừng và lợp nhà) với sản lượng xuất khẩu đứng đầu thế giới. Ngoài ra còn có cà phê Arabica, bông, đinh hương, cùi dừa, điều, thuốc lá, mía... Rừng cũng là một nguồn lợi lớn của Tanzania với sản lượng khai thác hàng năm hơn 30 triệu m3 gỗ. Về khoáng sản, Tanzania có kim cương, vàng, thiếc, magne, niken, than đá. Tanzania chủ trương phát triển công nghiệp nhẹ, trước hết là công nghiệp địa phương, nhằm sử dụng nguyên liệu tại chỗ, nhưng trên thực tế Tanzania phụ thuộc nhiều vào Hoa Kỳ và các nước công nghiệp phát triển khác về phương tiện máy móc, kỹ thuật. Những năm gần đây Tanzania gặp nhiều khó khăn về kinh tế do nạn hạn hán ở khu vực gây ra.
Công nghiệp chiếm 22,6% GDP (năm 2009). Tanzania chủ trương phát triển công nghiệp nhẹ, trước hết là công nghiệp địa phương nhằm sử dụng nguyên liệu tại chỗ nhưng lại phụ thuộc nhiều vào các nước công nghiệp về máy móc, kỹ thuật. Mặc dù chương trình tư nhân hoá đã đem lại những nguồn đầu tư đối với ngành này, tỷ lệ tăng trưởng hàng năm vẫn thấp, mặc dù không phải chịu thuế, chi phí bán ra cao, hàng hoá đầu vào nhập khẩu rẻ.
Những yếu tố tác động đến các sản phẩm đã qua sản xuất như thép cuốn, pin khô, đồ trang sức, bia rượu, lưới đánh cá và dây cáp sợi sidan. Ngành công nghiệp Tanzania cũng chịu sự cung cấp điện không thể tin nổi. Những chi phí thanh toán tiêu thụ điện làm tăng chi phí kinh doanh. Các vấn đề thanh lý, quản lý yếu kém, thiếu phụ kiện, vốn nhập khẩu nguyên vật liệu thô và cạnh tranh với các mặt hàng nhập khẩu đã gây thiệt hại cho ngành này. Tăng trưởng vẫn thấp cho dù đã giảm sản xuất ở một số ngành công nghiệp; lừa đảo và bán hạ giá cũng làm suy yếu sự cạnh tranh trong ngành này. Sản phẩm công nghiệp gồm: đường, bia, thuốc lá, sợi sisal, vàng và kim cương, giầy dép, xi măng, dệt may... Về khoáng sản, Tanzania có kim cương, đá quý, thiếc, phosphat, quặng sắt, niken...
Dịch vụ chiếm 50,9% GDP (năm 2009), trong đó du lịch là một trong những ngành thu ngoại tệ lớn nhất và tăng trưởng nhanh. Du lịch là một trong những ngành đem lại nguồn ngoại hối lớn nhất cho Tanzania. Nhiều cơ hội phát triển ngành du lịch như tắm biển, leo núi, ngắm cảnh, săn bắn và săn ảnh. Tiềm năng du lịch của nước này rất lớn và được tận dụng hiệu quả so với các nước như Kenya, Zimbabwe và Nam Phi. Năm 2000, có 501,669 khách du lịch đến thăm đất nước này.
Hiện nay, du lịch đem lại nguồn ngoại hối lớn nhất cho Tanzania. Vào năm 2000, ngành này đem lại 739,1 triệu ngoại hối và mở ra nhiều cơ hội việc làm cho 156,050 người. Bộ Du lịch và Tài nguyên do Chính phủ đảm trách với sự hỗ trợ của Văn phòng bảo lãnh đầu tư đa phương (MIGA) thuộc Ngân hàng Thế giới và Ngân hàng Phát triển Nam Phi bảo trợ cho việc phát triển đầu tư du lịch. Kế hoạch tổng thể về du lịch mang tính hội nhập được cập nhật. Trong đó tập trung vào việc phát triển cơ sở hạ tầng yếu kém.
Từ năm 1997, đầu tư du lịch của Tanzania tăng đáng kể. Trong khi đó, hầu hết các đầu tư tập trung vào khu vực phía bắc của đất nước mà khu vực được biết đến là địa phận phía bắc Safari (miệng núi lửa Ngorongoro, các đồng bằng Serengeti, hồ Manyara), Chính phủ đang cố gắng tạo mọi điều kiện mở cửa cho các nhà đầu tư quy mô lớn và nhỏ đầu tư vào địa phận phía Nam (khu vui chơi Selous, các công viên quốc gia Mikumi và Ruaha)-nơi địa hình nghèo nàn và các điều kiện dịch vụ còn kém và cần phải có sự hỗ trợ vốn từ bên ngoài để đưa nơi này đáp ứng tiêu chuẩn quốc tế. Các vùng khác cũng đem lại những cơ hội đầu tư rất tốt như các khu nghỉ mát bãi biển, khu hoang dã, những di tích lịch sử, các công viên vui chơi giải trí, câu cá, săn bắn và du ngoạn trên biển, hồ. Một trong những biện pháp khuyến khích đầu tư cho du lịch là việc được hoãn trả thuế VAT và chỉ phải trả 5% trên tư liệu sản xuất.
Về ngoại thương, kim ngạch xuất khẩu năm 2009 đạt 2,98 tỷ USD, Các mặt hàng xuất khẩu gồm cà phê, bông, sisal, hạt điều, khoáng sản, thuốc lá. Các bạn hàng xuất khẩu chủ yếu là Trung Quốc, Ấn Độ, Hà Lan, Đức. Năm 2009, Tanzania nhập khẩu 5,78 tỷ USD. Các mặt hàng nhập khẩu gồm sản phẩm chế tạo (máy móc, hàng tiêu dùng, phương tiện), hóa chất, dược phẩm, nguyên liệu công nghiệp, dầu thô... Bạn hàng nhập khẩu chủ yếu là Nam Phi, Trung Quốc, Ấn Độ, UAE...
Về đầu tư nước ngoài, nhờ có các hoạt động cải cách kinh tế và những cải thiện trong môi trường đầu tư, điều kiện chính trị xã hội ổn định, hoạt động đầu tư nước ngoài không ngừng gia tăng. Những năm gần đây Tanzania được IMF, WB và các nước tài trợ giúp về tài chính để cải thiện cơ sở hạ tầng. Các cuộc cải cách trong hệ thống ngân hàng gần đây giúp Tazania thu hút đầu tư và thúc đẩy tăng trưởng trong lĩnh vực tư nhân. Với sự giúp đỡ của các nhà tài trợ và các chính sách kinh tế vĩ mô chắc chắn, nền kinh tế Tanzania có những bước tiến đáng kể.
Với kế hoạch "Tầm nhìn 2025" nhằm cải thiện mức sống người dân, kiện toàn hệ thống luật pháp, tăng tính hiệu quả của bộ máy lãnh đạo tạo ra một nền kinh tế mạnh mẽ đầy tính cạnh tranh để hướng ra xuất khẩu, giảm sự phụ thuộc vào viện trợ nước ngoài. Thực hiện tầm nhìn 2025, Tanzania sẽ triển khai một số dự án lớn như xây dựng cầu nối từ Tanzania đến Mozambique, mở rộng quy mô cảng cửa ngõ Dar Es Salaam, xây dựng mạng lưới điện nối từ Zambia tới Kenya, hành lang phát triển kinh tế Mtwara.

## Nhân khẩu học
Phần lục địa gồm có người bản xứ 99% (95% là dân tộc da đen thuộc sắc tộc Bantu gồm hơn 130 bộ lạc), dân tộc khác 1% (gồm người châu Á, Châu Âu, người Ả Rập); Vùng đảo Zanzibar -gồm có người Ả Rập và người bản xứ. Vào năm 2006, dân số ước đoán của Tanzania là 38.329.000, với tỉ lệ gia tăng dân số là 2 phần trăm. Dân số phân bố rất không đồng đều, với mật độ dân số từ 1 người trên một kilomet vuông ở những vùng khô hạn cho đến 51 người trên một kilomet vuông ở những vùng nhiều nước đến 134 người trên một kilomet vuông ở Zanzibar. Hơn 80 phần trăm dân số sống ở nông thôn. Dar es Salaam là thành phố lớn nhất và cũng là trung tâm kinh tế.

### Tôn giáo
| Tôn giáo tại Tanzania (2014) | Tôn giáo tại Tanzania (2014) | Tôn giáo tại Tanzania (2014) | Tôn giáo tại Tanzania (2014) | Tôn giáo tại Tanzania (2014) |
| ---------------------------- | ---------------------------- | ---------------------------- | ---------------------------- | ---------------------------- |
|                              |                              |                              |                              |                              |
| Cơ đốc giáo]                 | Cơ đốc giáo]                 |                              | 61.4%                        | 61.4%                        |
| Hồi giáo                     | Hồi giáo                     |                              | 35.2%                        | 35.2%                        |
| Tín ngưỡng dân gian          | Tín ngưỡng dân gian          |                              | 1.8%                         | 1.8%                         |
| Khác                         | Khác                         |                              | 1.6%                         | 1.6%                         |
| Nguồn: CIA World Factbook    |                              |                              |                              |                              |

Nhà thờ Kitô giáo ở Njombe

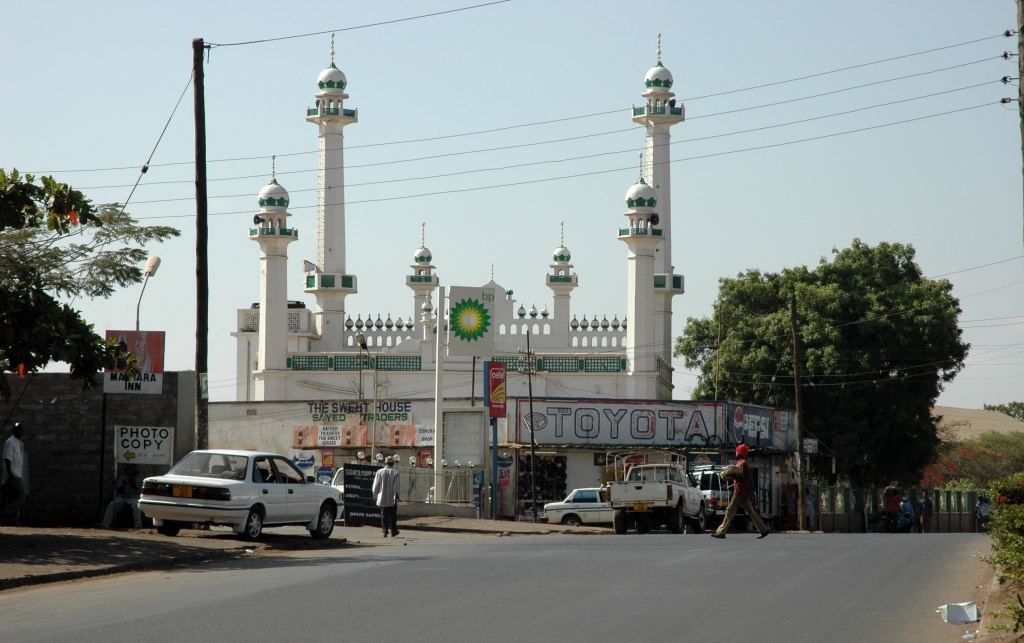
Một Thánh đường Hồi giáo ở Moshi

Mặc dù chính phủ Tanzania không thu thập dữ liệu nhận dạng tôn giáo trong điều tra dân số, nhưng Bộ Ngoại giao Mỹ đã báo cáo rằng 62% dân số của Tanzania là Kitô giáo, 35% là người Hồi giáo, và 3% là thành viên của các nhóm tôn giáo khác. Ngày 18 tháng 12 năm 2012, trong một báo cáo về tôn giáo của Trung tâm nghiên cứu Pew cho biết trong năm 2010, 61,4% dân số Tanzania là Kitô giáo, 35,2% là người Hồi giáo, và 1,8% là tín đồ của tôn giáo bản địa.
Kitô giáo ở Tanzania bao gồm nhiều giáo phái khác nhau như Công giáo Rôma, Giáo hội Luther, Anh giáo, Phong trào Ngũ Tuần, Giáo hội Cơ Đốc Phục Lâm, Mặc Môn, và các thành viên Nhân chứng Jehovah.
Người Hồi giáo chiếm hơn 28% dân số của khu vực đất liền (Tanganyika) và chiếm đến hơn 99% dân số trên đảo Zanzibar. Phần lớn là người Hồi giáo Sunni,một số ít là Hồi giáo Shia dòng giáo phái Ahmadi thiểu số.
Ấn Độ giáo là một tôn giáo thiểu số ở Tanzania, với khoảng 30.000 tín đồ (1996). Hầu hết họ là con cháu của người Ấn Độ (Gujarat) di cư đến. Có một số ngôi đền Ấn Độ trong Dar es Salaam, hầu hết trong số đó nằm tại trung tâm thành phố.
Đức tin Bahá'í ở Tanzania bắt đầu khi người tiên phong đầu tiên là Claire Gung mang đến đây năm 1950. Hội đồng tin thần tôn giáo Bahá'í địa phương đầu tiên được bầu vào năm 1952 ở Dar es Salaam. Đến năm 1964, Hội đồng tin thần tôn giáo Bahá'í quốc gia Tanzania được thành lập. Từ năm 1986 các tín đồ Baha'is đã thành lập trường Trung học Ruaha như là một trường học Bahá'í. Năm 2005, các tín đồ Baha'is ở Tanzania được ước tính khoảng 163.800 người.

### Giáo dục

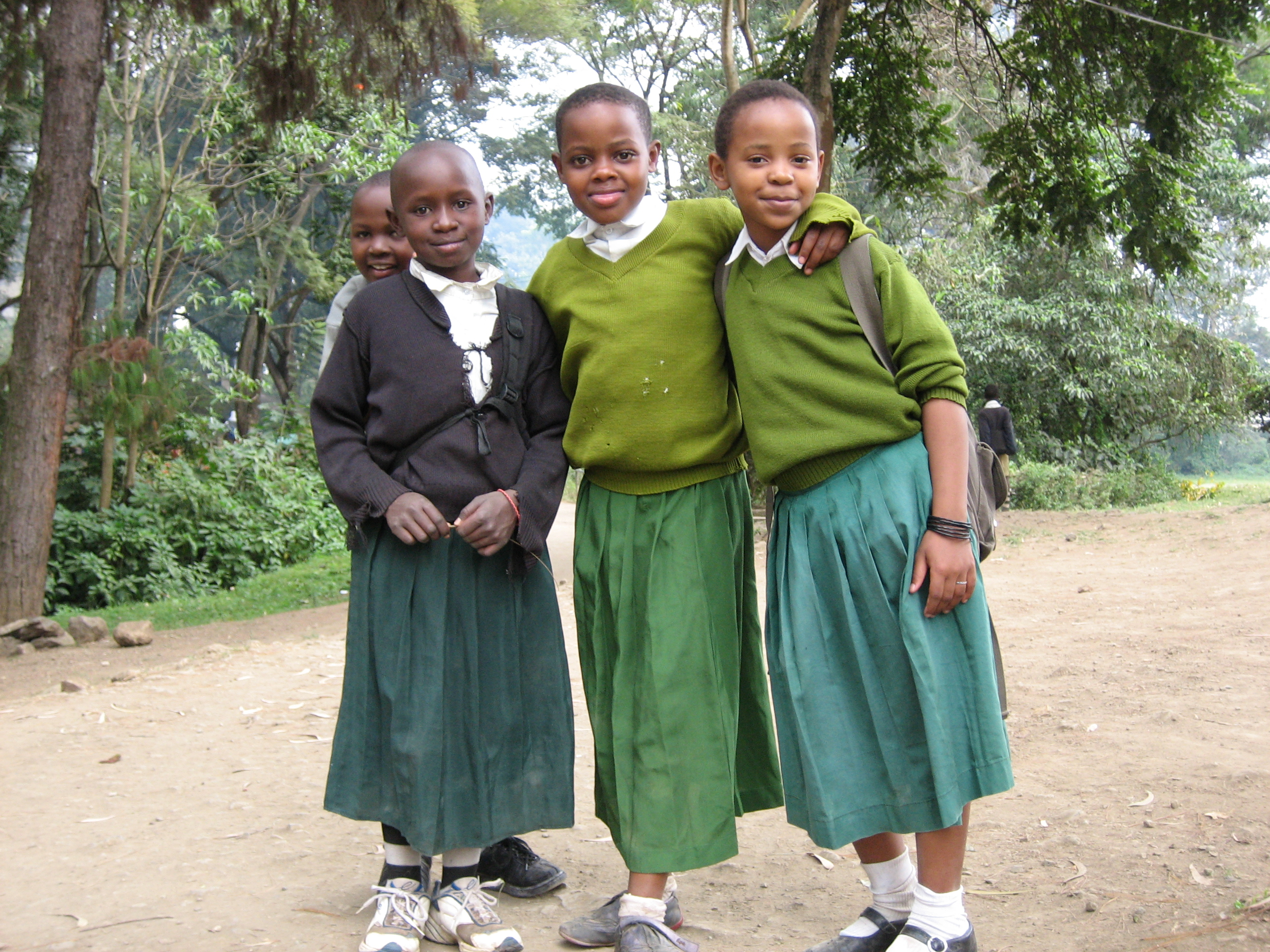
Các em học sinh trường tiểu học Arusha.

Chương trình tiểu học được giảng dạy bằng tiếng Swahili, tiếng Anh là ngôn ngữ thứ hai. Chương trình trung học dạy bằng tiếng Anh. Trẻ em trai được học nhiều hơn trẻ em gái. Tanzania có một trường Đại học Sư phạm. Ngoài ra còn có Trường Đại học Nông nghiệp Sokoine ở Morogoro và một vài trường khác.
Tỷ lệ biết chữ ở Tanzania được ước tính là 73%. Giáo dục là bắt buộc trong bảy năm, cho đến 15 tuổi, nhưng hầu hết trẻ em không đi học, và một số không tham dự bất kỳ cấp bậc giáo nào. Trong năm 2000, có 57% trẻ em từ 5-14 tuổi được đi học. Đến năm 2006, 87,2% trẻ em bắt đầu đi học tiểu học và có khả năng học đến hết lớp 5.

### Y tế

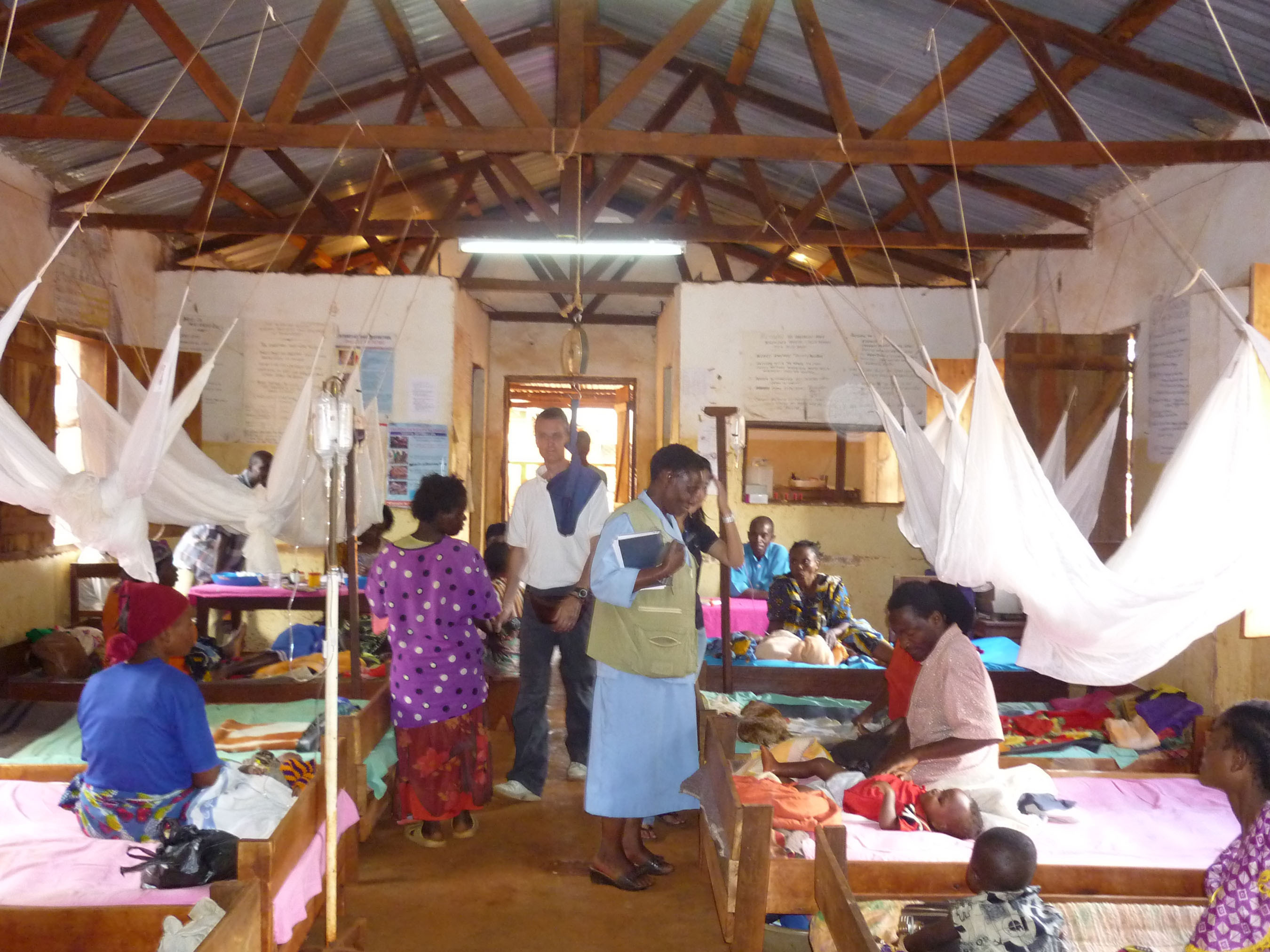
Phòng khám bệnh sốt rét ở Tanzania.

Y tế: Chăm sóc sức khỏe theo các tiêu chuẩn tương đối cao chỉ có ở các thành phố lớn. Ở khu vực nông thôn cũng có các bệnh viện đa khoa, nhưng thường thiếu nhân viên y tế và trang thiết bị cần thiết để phục vụ việc chữa bệnh.

## Văn hóa
Người Tanzania nhìn chung rất lịch thiệp, thân thiện và sẵn sàng giúp đỡ người khác. Tính kiên nhẫn, cá tính và linh hoạt là các yếu tố cần thiết cho sự thành công của mọi người.
Để hiểu hơn về văn hoá Tanzania nói chung và văn hoá kinh doanh nói riêng, cần phải phá bỏ rào cản về ngôn ngữ, nghĩa là nên học một chút tiếng Swahili. Học tiếng Swahili sẽ giải phóng khỏi việc lệ thuộc vào người phiên dịch văn hoá, đồng thời sẽ mở rộng mối quan hệ với người bản địa.
Bước đầu tiên để tạo các mối quan hệ tốt tại Tanzania là bạn phải đạt được sự tin tưởng từ những người xung quanh, trước hết là với các đồng nghiệp và hàng xóm của bạn. Nên dành thời gian tham gia vào một số sự kiện như đám cưới, lễ kỉ niệm...
Đối với người phiên dịch, không nên để họ biết chính xác ta đang muốn gì hoặc điều gì khiến ta đang quan tâm. Bởi vì thông thường những người này thường nói được ít nhất 3 ngôn ngữ (tiếng Anh, tiếng Swahili và một ngôn ngữ địa phương khác), nếu ta cho họ thấy điều quan tâm chính của ta thì có thể họ sẽ chi phối bạn theo các ý kiến của họ.
Người Tanzania không thích bị nhầm lẫn với những người từ Mỹ hay Kenya.